# Metagonia triocular
Espèce
Synonymes
- Portena triocular González-Sponga, 2011

Metagonia triocular est une espèce d'araignées aranéomorphes de la famille des Pholcidae.

## Distribution
Cette espèce est endémique de l'État de La Guaira au Venezuela,. Elle se rencontre à El Limón vers 1 100 m d'altitude dans la cordillère de la Costa.

## Description
Le mâle holotype mesure 1,90 mm et la femelle paratype 2,31 mm.

## Publication originale
- González-Sponga, 2011 : Biodiversidad de Venezuela. Aracnidos. Descripcion de cinco nuevos géneros y cinco nuevas especies de la familia Pholcidae Koch, 1850. Acta Biologica Venezuelica, vol. 28, p. 39-51 (texte intégral).